# Крал на Навара
Крал на Навара е титла, отнасяща се до владетелите на вече несъществуващото Кралство Навара, сега област в Испания. Това е списък на кралете на Памплона, по-късно Навара. Памплона е основното име на кралството до съюза с Арагонската корона през периода 1076 – 1134 г., когато териториалното наименование Навара влиза в употреба.

## Дом Инигес
- - Иниго Ариста
  - Гарсия I Инигес
  - Фортун Гарсес

## ДомХименес
- - Санчо I Гарсес (ок. 865 – 10.12.925) (905 – 925), втори син на Гарсия II Хименес, съкрал на Памплона (858 – 882) и регент от 870, ∞ за Тора (ок. 885 – сл. 970), дъщеря на Аснара Санчес Памплонски, сеньор де Ларауна, от която има пет дъщери и един син.
  - Химено Гарсес (†29.5.931) (925 – 931), трети син на Гарсия II Хименес, съкрал на Памплона (858 – 882) и регент от 870, ∞ за Санча, дъщеря на Аснара Санчес Памплонски, сеньор де Ларауна, от която има двама синове и две дъщери.
  - Гарсия III (I) Санчес (ок. 919 – 22.2.970) (925 – 970), син на Санчо I Гарсес, граф на Арагон (Гарсия I, 943 – 970), ∞ (1) ок. 933 (развод 943) за Андрегота (ок. 900 – 972), дъщеря на Галиндо II Аснара, граф на Арагон, от която има един син; ∞ (2) 943 за Тереза (†сл. 957), дъщеря на краля на Леон Рамиро II, от която има двама синове и една дъщеря.
  - Санчо II Гарсес Абарка (935/940 – 994) (970 – 994), син (от първата му съпруга) на Гарсия III (I) Санчес, ∞ ок. 962 за Урака (†сл. 1007), дъщеря на кастилския граф Фернандо Гонзалес, от която има трима синове.
  - Гарсия IV (II) Санчес (ок. 964 – 29.7.1000) (994 – 1000), първи син на Санчо II Гарсес Абарка, ∞ до 981 за Химена Фернандес (†сл. 1035), дъщеря на граф Фернандо Бермудес де Сеа, от която има един син и две дъщери.
  - Санчо III Велики (ок. 985 – 18.10.1035) (1000 – 1035), син на Гарсия IV (II) Санчес, граф на Арагон (1000 – 1035), граф на Рибагорса (1018 – 1035), граф на Кастилия (1029 – 1035), ∞ 1011 за Муния Санчес (990/995 – 1066), дъщеря на кастилския граф Санчо Гарсес, от която има петима синове и една дъщеря.
  - Гарсия V (III) Санчес (†15.9.1054) (1035 – 1054), втори син на Санчо III Велики, ∞ 1038 за Стефания (†сл. 1066), дъщеря на Бернар Роже де Фуа, граф на Кузеран, Каркасон и Бигор, от която има петима синове и четири дъщери.
  - Санчо IV Гарсес (1039 – 4.6.1076) (1054 – 1076), първи син на Гарсия V (III) Санчес, ∞ до 1068 за Пласессия (†сл. 1088), от която има един син.[1]

След убийството на Санчо IV Гарсес през 1076 г. кралство Навара е поделено между неговите братовчеди Алфонсо VI (крал на Кастилия) и Санчо I (крал на Арагон). Последният става крал и на Навара и страната остава повече от половин век под арагонско владичество.

## Корона на Арагон
- - Санчо V (1042/43 – 4.6.1094) (1076 – 1094), извънбрачен син на арагонския граф Рамиро I и внук на наварския крал Санчо III Велики, крал на Арагон (Санчо I, 1063 – 1094), ∞ (1) 1065 (развод 1071) за Изабела (†ок. 1071), дъщеря на графа на урхел Ерменгол III Варвара, от която има един син; ∞ (2) 1071 за Фелисия, дъщеря на граф Илдуин III де Руси, от която има двама синове.
  - Педро I (1069 – 27.9.1104) (1094 – 1104), първи син (от първата съпруга) на Санчо V, крал на Арагон (1094 – 1104), граф на Рибагорса и Собрарбе (1085 – 1104), ∞ (1) за Агнес (†1097), дъщеря на херцога на аквитания Гийом VIII, от която има син и дъщеря; ∞ (2) за Берта, дъщеря на граф Пиер I ди Савоя, от която няма деца.
  - Алфонсо I (1073 – 7.9.1134) (1104 – 1134), втори син (първи син от втората съпруга) на Санчо V, крал на Арагон (1104 – 1134), ∞ 1109 (развод 1114) за кралицата на Каастилия и Леон Урака I (1081 – 1126), дъщеря на краля на кастилия Алфонсо VI, от която няма деца.[2]

## Дом Хименес
- - Гарсия VI (IV) Възстановител (ок. 1105 – 25.11.1150) (1134 – 1150), син на Рамиро и внук на Гарсия V (III) Санчес, ∞ (1) сл. 1130 за Маргарита (†1141), дъщеря на сеньор Жилбер дьо Л’Егъл, от която има един син и две дъщери; ∞ (2) 1144 за Урака (сл. 1126 – 1189), извънбрачна дъщеря на краля на Кастилия и Леон Алфонсо VII, от която има една дъщеря.
  - Санчо VI Мъдри (1132 – 27.6.1194) (1150 – 1194), син на Гарсия VI (IV), ∞ 1153 за Санча (1137 – 1179), дъщеря на краля на Кастилия и Леон Алфонсо VII, от която има двама синове и две дъщери.
  - Санчо VII Силни (сл. 1170 – 7.4.1234) (1194 – 1234), първи син на Санчо VI, ∞ сл. 1195 (развод ок. 1200) за Констанца (ок 1180 – 1260), дъщеря на тулузкия граф Раймунд VI (VIII), от която няма деца.[3]

## Дом Шампан
- Тибалт I Посмъртни
  - Тибалт II Млади
  - Енрике I Дебели
  - Хуана I Наварска

## Директни Капетинги
| Портрет | Име                                                      | Роден                                              | Управлява от    | Право над трона                                                            | Управлява до    | Починал                                           |
| ------- | -------------------------------------------------------- | -------------------------------------------------- | --------------- | -------------------------------------------------------------------------- | --------------- | ------------------------------------------------- |
|         | Фелипе I Хубави (Felipe I el Hermoso) (Филип IV Френски) | април/юни 1268, Фонтенбло Франция                  | 16 август 1284  | Съпруг на Хуана I jure uxoris крал на Навара                               | 4 април 1305    | 29 ноември 1314, Фонтенбло Франция                |
|         | Луис I Вироглавия (Luis I el Obstinado) (Луи X Френски)  | 4 октомври 1289, Париж Франция                     | 4 април 1305    | Син на Фелипе I Хубави и Хуана I                                           | 5 юни 1316      | 5 юни 1316, Шато Венсен, Ил дьо Франс Франция     |
|         | Хуан I Посмъртни (Juan I el Póstumo) (Жан I Френски)     | 14 ноември 1316, Шаро Венсен, Ил дьо Франс Франция | 14 ноември 1316 | Син на Луис I Вироглавия                                                   | 19 ноември 1316 | 19 ноември 1316, Шато Венсен Ил дьо Франс Франция |
|         | Фелипе II Дълги (Felipe II el Largo) (Филип V Френски)   | 1292, Лион Франция                                 | 19 ноември 1316 | Син на Фелипе I Хубави и Хуана I Брат на Луис I Регент на Хуан I Посмъртни | 3 януари 1322   | 3 януари 1322, Лонгшамп Франция                   |
|         | Карлос I Хубави (Carlos I el Harmoso) (Шарл IV Френски)  | 18/19 юни 1294, Клермонт Франция                   | 3 януари 1322   | Син на Фелипе II и Хуана I Брат на Луис I и Фелипе II                      | 1 февруари 1328 | 1 февруари 1328, Шато Венсен Ил дьо Франс Франция |
|         | Хуана II (Juana II)                                      | 28 януари 1312, Париж Франция                      | 1 февруари 1328 | Дъщеря на Луис I Сестра на Хуан I                                          | 6 октомври 1349 | 6 октомври 1349                                   |

## Дом Еврьо
| Портрет | Име                                                            | Роден                                    | Управлява от     | Право над трона                               | Управлява до      | Починал                                                     |
| ------- | -------------------------------------------------------------- | ---------------------------------------- | ---------------- | --------------------------------------------- | ----------------- | ----------------------------------------------------------- |
|         | Фелипе III Мъдрия, Благородния (Felipe III el Sabio, el Noble) | 27 март 1306                             | 1 февруари 1328  | Съпруг на Хуана II jure uxoris крал на Навара | 16 септември 1343 | 16 септември 1343, Битката за Алхесирас, Алхесирас Испания  |
|         | Карлос II Злия (Karlos II el Malo)                             | 10 октомври 1332, Графство Еврьо Франция | 6 октомври 1349  | Син на Фелипе III Мърдия и Хуана II           | 1 януари 1387     | 1 януари 1387, Памплона Навара                              |
|         | Карлос III Благородния (Karlos III el Noble)                   | 1361, Мант ла Жоли Франция               | 1 януари 1387    | Син на Карлос II Злия                         | 8 септември 1425  | 8 септември 1425, Олите Навара                              |
|         | Бланш I (Blanca I)                                             | 6 юли 1387                               | 8 септември 1425 | Дъщеря на Карлос III                          | 1 април 1441      | 1 април 1441, Санта Мария де Реал де Ниева, Кастилия и Леон |

## ДомТрастамара
| Портрет | Име                                                    | Роден                                         | Управлява от     | Право над трона                                     | Управлява до     | Починал                                         |
| ------- | ------------------------------------------------------ | --------------------------------------------- | ---------------- | --------------------------------------------------- | ---------------- | ----------------------------------------------- |
|         | Хуан II Велики (Juan II el Grande) (Хуан II Арагонски) | 29 юни 1398, Медина дел Кампо Кастилия и Леон | 8 септември 1425 | Съпруг на Бланш Наварска jure uxoris крал на Навара | 20 януари 1479   | 20 януари 1479, Санта Мария де Поблет Каталония |
|         | Елеонора (Leonor)                                      | 2 февруари 1426, Олите Навара                 | 28 януари 1479   | Дъщеря на Хуан II Велики и Бланш Наварска           | 12 февруари 1479 | 12 февруари 1479, Тубела Навара                 |

## Дом Фоа
| Портрет | Име                       | Роден                                 | Управлява от              | Право над трона                                                             | Управлява до     | Починал                                  |
| ------- | ------------------------- | ------------------------------------- | ------------------------- | --------------------------------------------------------------------------- | ---------------- | ---------------------------------------- |
|         | Франциско I (Francisco I) | 18 април, 1467                        | 13 февруари 1479, Франция | Правнук на Хуан II Велики и Бланш Наварска                                  | 7 януари 1483    | 12 февруари 1483                         |
|         | Каталина I (Catalina I)   | 18 април 1468, Мон дьо Марсан Франция | 7 януари 1483             | Правнучка на Хуан II Велики и Бланш Наварска Сестра на Франциско I Наварски | 12 февруари 1517 | 12 февруари 1517, Мон дьо Марсан Франция |

## Дом Албре
| Портрет | Име                    | Роден                                       | Управлява от  | Семейство                                                | Управлява до | Починал                 |
| ------- | ---------------------- | ------------------------------------------- | ------------- | -------------------------------------------------------- | ------------ | ----------------------- |
|         | Хуан III (Juan III)    | 1469                                        | 14 юли 1484   | Съпруг на Каталина I Наварска jure uxoris крал на Навара | 14 юни 1516  | 14 юни 1516 По, Франция |
|         | Енрике II (Enrique II) | 18 април 1503 Сангуеса, Навара              | 7 януари 1517 | Син на Каталина I и Хуан III                             | 25 май 1555  | 25 май 1555 По, Франция |
|         | Хуана III (Juana III)  | 16 септември 1528 Сен Жермен ан Ле, Франция | 25 май 1555   | Дъщеря на Енрике II и Маргьорит Френска                  | 9 юни 1572   | 9 юни 1572 Париж        |

## ДомБурбони
| Портрет | Име                                                  | Роден                                   | Управлява от | Семейство                                               | Управлява до    | Починал                                             |
| ------- | ---------------------------------------------------- | --------------------------------------- | ------------ | ------------------------------------------------------- | --------------- | --------------------------------------------------- |
|         | Антоан                                               | 22 април 1518 Ла Фер, Пикардия, Франция | 25 май 1555  | Съпруг на Хуана III Наварска jure uxoris крал на Навара | 17 ноември 1562 | 17 ноември 1562 Лез Андели, Йор                     |
|         | Енрике III (Enrique III el Grande) (Анри IV Френски) | 13 декември 1553 По, Франция            | 9 юни 1572   | Син на Хуана III Наварска и Антоан Наварски             | 14 май 1610     | 14 май 1610 Париж, Франция (убит от Франсоа Раваяк) |
|         | Луис II (Luis II el Justo) (Луи XIII Френски)        | 27 септември 1601 Фонтенбло, Франция    | 14 май 1610  | Син на Енрике III и Мария ди Медичи                     | 14 май 1643     | 14 май 1643 Париж                                   |

През 1620 Кралство Навара е слято с Кралство Франция. Въпреки това Френските крале продължили да се наричат Крале на Навара чак до окончателното им сваляне от власт през 1830.